# Línea 47 (San Juan)
La línea 47 es una línea de colectivos urbanos del aglomerado del Gran San Juan en la provincia de San Juan, que recorre gran parte de dicha aglomeración, por los departamentos Rawson, Pocito y Capital comunicándolos con el área central de la ciudad de San Juan.
Junto a líneas como la 15, 27, 43, 45, 49 y 50 la 47 conecta a Villa Krause con San Juan centro.
Sus unidades están administradas actualmente por la empresa privada, Mayo S.R.L.. de es regular

## Recorrido
La línea 47 posee dos recorridos, uno une la zona Norte de Pocito, pasando por la importante localidad comercial de Villa Krause, hasta llegar a la zona central de la ciudad de San Juan, donde pasa por edificios como la catedral. El otro recorrido conecta Villa Aberastain también pasando por Villa Krause hasta llegar a la zona central de la ciudad de San Juan.

### Ramal 47: Pocito Norte - Villa Krause - San Juan (centro)
Ida: Terminal de ómnibus - Estados Unidos - Santa Fe - Avenida Rioja - Avenida Libertador General San Martín - General Acha - San Luis - Mendoza - República del Líbano - Avenida España - Agustín Gómez (Calle 5) - Lemos - Calle 7 y Lemos
Vuelta: Calle 7 y Lemos - Lemos - Agustín Gómez (Calle 5) - Avenida España - República del Líbano - General Acha - Mitre - Avenida Rawson - General Paz - Estados Unidos - Terminal de ómnibus